# Heteroclitopus foveatus
Heteroclitopus foveatus là một loài bọ cánh cứng trong họ Bọ hung (Scarabaeidae).